# Lake Santee (Indiana)
 (juillet 2025).
Pour les articles homonymes, voir Santee.
Lake Santee est une census-designated place située dans les comtés de Decatur et de Franklin, dans l’État de l'Indiana, aux États-Unis. Lors du recensement de 2020, elle compte 889 habitants.